# Tityos

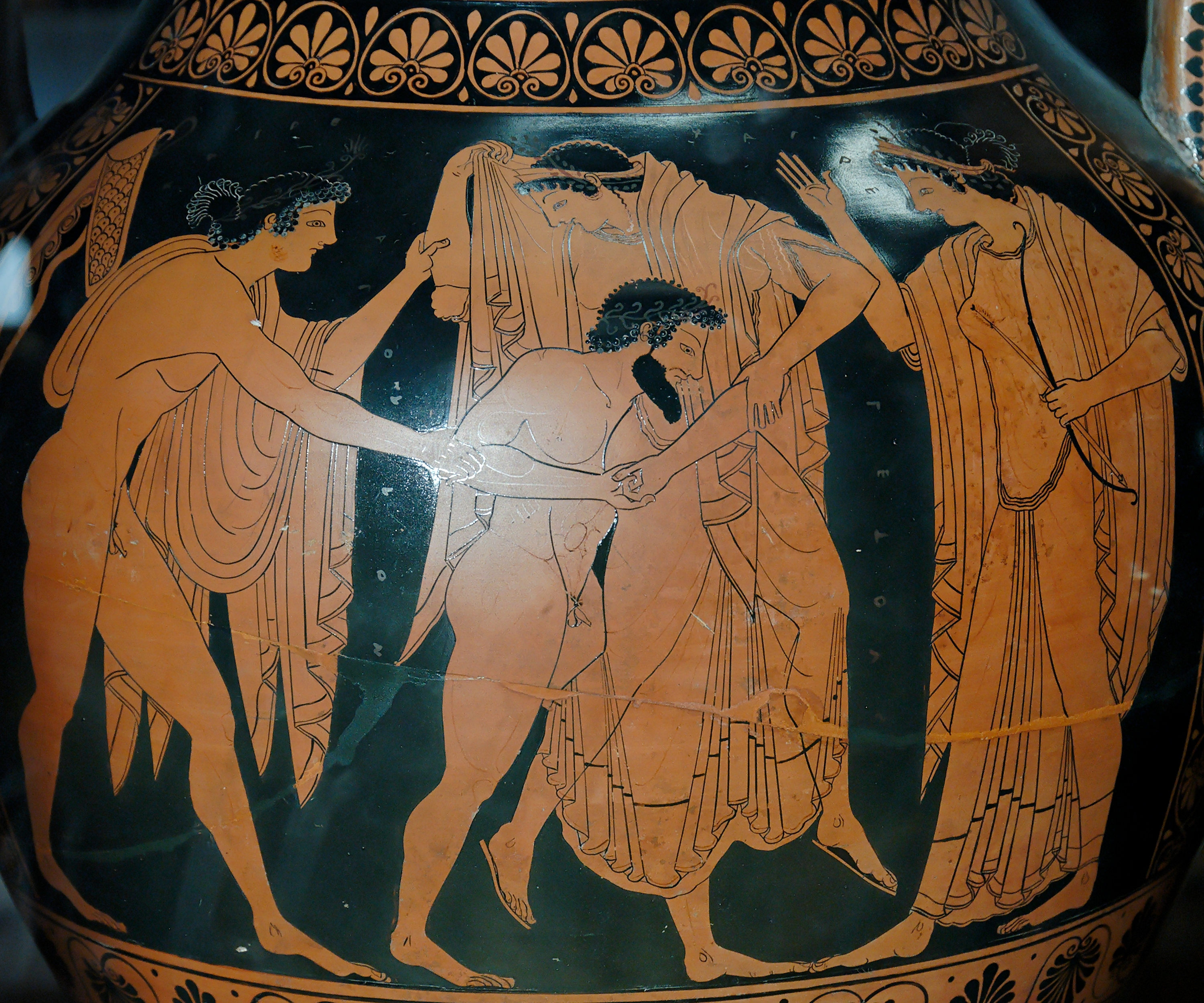
Tityos raubt Leto. Phintias: Attisch-rotfigurige Amphore, um 515 v. Chr.

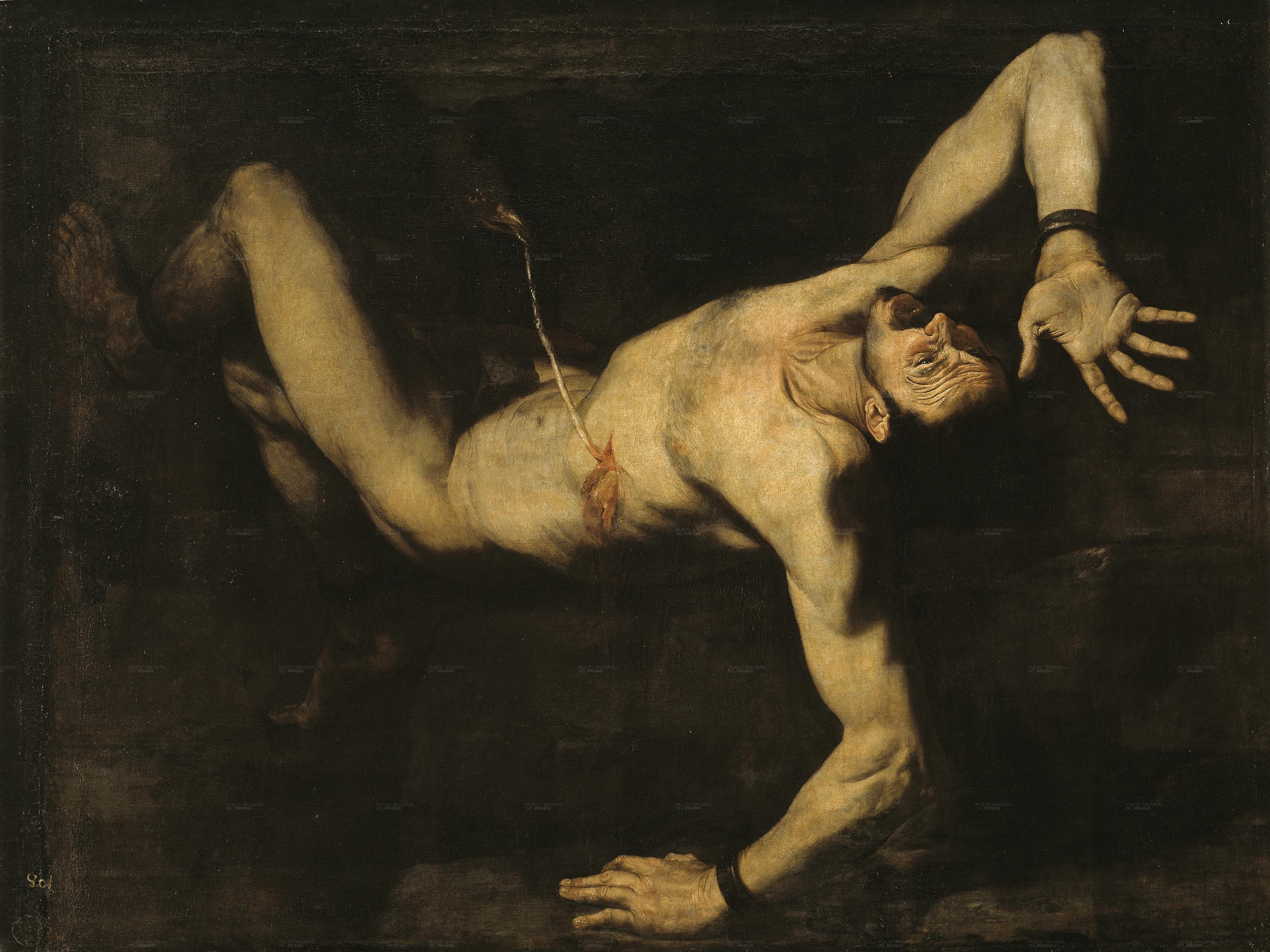
Tityos, dem die Leber angefressen wird (José de Ribera, 1632)

Tityos (altgriechisch Τιτυός Tityós) ist in der griechischen Mythologie ein erdgeborener Riese von der Insel Euböa, ein Sohn der Gaia, in einer anderen Version ein Sohn des Zeus mit Elara. Demnach versteckte Zeus Elara, nachdem er sie geschwängert hatte, vor seiner eifersüchtigen Frau Hera in der Erde (Gaia). Bei der Geburt des riesigen Kindes starb die Mutter.
Als der Riese die schöne Leto traf, versuchte er, sie zu vergewaltigen. Leto rief um Hilfe, und ihre Kinder Apollon und Artemis streckten Tityos mit ihren Pfeilen nieder. Zur Strafe für die Untat wurde er in den Tartaros verbannt, wo seither zwei Geier an seiner immer wieder nachwachsenden Leber fressen. Ovid erwähnt in den Metamorphosen (IV, 457 f.), dass er dabei neun iugera (mehr als anderthalb Hektar) Bodenfläche bedeckte. 
Er ist mit Sisyphus und Tantalos einer der drei großen Sünder in der griechischen Mythologie.

## Darstellungen in der bildenden Kunst
- Tizio con l’avvoltoio, Terrakotta von Giovanni Battista Bolognini (um 1736) – Strada Maggiore 51, Bologna
- Tizio, Gemälde von Tiziano Vecellio, 1548–1549, im Prado, Madrid